# Las Cruces (Új-Mexikó)
Las Cruces város az Amerikai Egyesült Államok Új-Mexikó államában, Doña Ana megyében, melynek megyeszékhelye is. Lakosainak száma 111 385 fő (2020. április 1.). Az állam második legnépesebb városa.

## Népesség
A település népességének változása:

| 2010 | 97 618  |
| 2020 | 111 385 |